# Headon-Hill-Formation
Die Headon-Hill-Formation ist eine geologische Formation im südengländischen Hampshire-Becken. Sie ist die unterste Formation der Solent-Gruppe und wurde im Oberen Eozän abgelagert. Nach ihr wurde das Headonium benannt, eine europäische Landsäugetierzone des Oberen Eozäns.

## Typlokalität und Vorkommen
Die Headon-Hill-Formation erhielt ihre Bezeichnung vom Headon Hill (auch Headon Warren), einen Hügel südwestlich von Totland auf der Isle of Wight. Der Hügel trennt die Totland Bay von der Alum Bay und stellt die Typlokalität für die Formation dar. Von dieser Typlokalität zieht die Headon-Hill-Formation dann in einem engen Band nach Osten quer durch die Isle of Wight, um an der Whitecliff Bay wieder auf das Meer zu treffen. Im Norden der Insel ist die Formation ebenfalls anstehend, so an der Küste bei Ryde, bei Cowes und im Osten der Newtown Bay. Die Headon-Hill-Formation bleibt jedoch nicht auf die Isle of Wight beschränkt, sondern setzt sich auf dem gegenüberliegenden Festland bei Milford on Sea, Hordle und im New Forest weiter fort.

## Geschichte
Erste Fossilfunde aus dem Mammal Bed gehen ins Jahr 1844 zurück und wurden von Wood beschrieben. Eine erste ausführliche wissenschaftliche Darstellung der Headon-Hill-Formation als Teil der Solent-Gruppe stammt von Edward Forbes aus dem Jahr 1853, der die heutige Formation dreiteilte (Lower, Middle und Upper Headon Beds). Ihm folgte im Auftrag des Geological Survey H. J. O. White im Jahr 1921. Erst 1985 errichteten A. Insole & B. Daley die Headon-Hill-Formation als eigenständige Formation innerhalb der Solent-Gruppe. 1999 wurde von B. Daley eine ausführliche Revision sämtlicher auf der Isle of Wight vorhandenen paläogenen Formationen unternommen.

## Stratigraphie

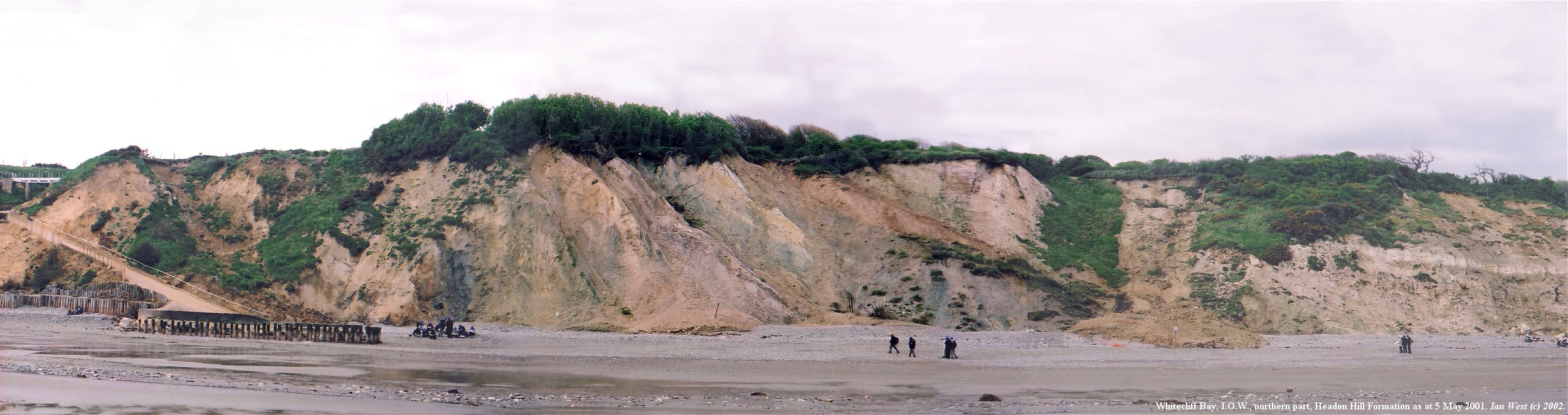
Die relativ steil nach Norden einfallende Headon-Hill-Formation in der Whitecliff Bay. Rechts die flachlagernde Bembridge-Limestone-Formation und links die Becton Sands der Barton-Gruppe

Die durchschnittlich rund 90 Meter mächtige Headon-Hill-Formation ist die unterste Formation der Solent-Gruppe. Sie folgt konkordant auf einen abschließenden, tonigen Paläoboden der unterliegenden Becton-Sand-Formation aus der Barton-Gruppe. Das mergelige Hangende der Formation wird konkordant vom Unteren Kalkband der Bembridge-Limestone-Formation überlagert.
Die Headon-Hill-Formation ist vorwiegend im Süß- und Brackwasserbereich abgelagert worden. Das Ablagerungsmilieu bestand aus hinter Sandbarren gelegene Lagunen, in die kleinere Flussläufe mündeten und die weiter landeinwärts von Seen gesäumt wurden. Nur im unteren Colwell-Bay-Member erfolgte eine zeitweilige marine Inkursion.
Lithologisch besteht die Formation in der Hauptsache aus Tonen, sandigen Tonen und Silten, untergeordnet treten auch Sande und Frischwasserkalke auf.

### Lithologische Abfolge
Die Abfolge der Headon-Hill-Formation ist aufgrund bedeutender Mächtigkeitsschwankungen und fazieller Änderungen relativ komplex aufgebaut und besteht (vom Liegenden zum Hangenden) aus vielen Schichtgliedern (engl. members) mit markanten Horizonten:
- Seagrove-Member
- Osborne-Member
- Fishbourne-Member
- Lacey's-Farm-Member
- Nettlestone-Member
- Cliff-End-Member
- Colwell-Bay-Member
- Totland-Bay-Member

### Totland-Bay-Member
Das 10 bis 15 Meter mächtige Totland-Bay-Member, benannt nach der Totland Bay im Westen der Isle of Wight, ist das unterste Schichtglied der Headon-Hill-Formation. Es ist äquivalent mit den ehemaligen Lower Headon Beds. Die ersten 5 Meter bestehen aus hellgrünen Tonen, die in der Basislage Eisenkonkretionen enthalten. Etwas oberhalb der Basis befindet sich das Mammal Bed, in dem Säugetierreste gefunden wurden. Darüber folgen erneut hellgrüne Tone mit eingeschalteten, weißen Sandlagen und Schalenresten von Viviparus lentus. Über die Tone legen sich knapp 5 Meter an violetten und braunen Sanden (sie enthalten das Leaf Bed und das Crocodile Bed). In seinem oberen Abschnitt wird das Member wieder tonig und schließt mit einer hellbraunen Mergellage, dem Rodent Bed (diese Mergellage ist am Headon Hill als ein 3 Meter dickes Kalkband ausgebildet, dem Howe Ledge Limestone). Die abschließenden Tone sind anfangs grünlich-blau und werden im Hangenden zusehends tiefgrau; sie führen das Chara Bed, einen Lignithorizont und das Unio Bed. Zum überlagernden Colwell-Bay-Member folgt eine Schichtlücke, deren Unterseite von Thalassinoides-Bauten durchwühlt ist.

### Colwell-Bay-Member
Das Colwell-Bay-Member, benannt nach der Colwell Bay, besteht mehrheitlich aus sandigen Tonen und sandigen Silten, die in flachmarinen und molluskenreichen, randmarinen Faziesräumen zur Ablagerung kamen. Das maximal zwischen 20 und 30 Meter mächtige Member ist mit den ehemaligen Middle Headon Beds identisch. Das Colwell-Bay-Member stellt in seinem unteren Abschnitt die einzige voll marine Schichtfolge der gesamten Solent-Gruppe dar, erst zum Hangenden wird das Member wieder brackisch. Es enthält bis zu 5 Schichtlücken (engl. omission surfaces), anhand derer es in Parasequenzen unterteilt werden kann. Das Colwell-Bay-Member zeigt deutliche, laterale Faziesänderungen und auch die Mächtigkeiten schwanken stark (es weist beispielsweise auf dem Festland und im Westen der Isle of Wight nur noch 5 Meter an Mächtigkeit auf).
Die Abfolge beginnt mit dem siltigen, glaukonithaltigen Brockenhurst Bed, das einer marinen Transgressionsfläche aufliegt. Es enthält eine steno- bis polyhaline Faunengemeinschaft mit Bivalvien wie Crassostrea ventilabrum, Cardita deltoidea und Pseudocominella semiscostata, Gastropoden wie Athleta dunkeri und Ostrakoden der Hazelina-Vergesellschaftung. Das Brockenhurst Bed konnte aufgrund seiner marinen Mikrofossilien der Nannofossilzone NP19/NP20 zugeordnet werden. Darüber folgen Silte mit sideritischen Tonsteinkonkretionen. Die marine Molluskenfauna der Silte wird von Varicorbula gibba dominiert. Eingeschlossen im unteren Abschnitt ist der Ditrupa-Horizont, eine für die seitliche Korrelation sehr wertvolle Lage. Sie besteht aus Wurmbauten des Taxons Ditrupa (Serpulidae). Die anschließende Roydon Zone ist feinkörniger (Tone) und wird stellenweise durch eine Schichtlücke abgetrennt. Charakteristisch für sie ist der marine Gastropode Neoathleta geminata. Die marine Sedimentation endet kurz vor dem brackischen Venus Bed, das drei markante Schalenlagen und zwei Schichtlücken aufweist. Dieser sandig-siltige Abschnitt enthält als Kennzeichen Schalen von Pelecyora suborbicularis (bzw. Sinodia suborbicularis). Die drei Schalenlagen des Venus Beds zeichnen sich jeweils durch Sinodia (untere Lage), Galba (mittlere Lage) und Corbicula obovata (zuoberst) aus. Im Venus Bed tritt ferner Colwellia flexuosa auf. Die untere der beiden Schichtlücken liegt über einem Paläoboden, die Obere über grünen, pädogenen Tonen. Über dem Venus Bed folgen graue Silte und grüne Tone, die sich durch 2 sideritische Konkretionslagen hervorheben, den East Cowes Siderite Nodules. Nach einer erneuten grün-grauen, pädogenen Tonlage schließt das Colwell-Bay-Member mit einer brackischen, feinkörnigen, gelblichen Sandlage, dem Batillaria Concava Bed, das sehr reich an Austern und Mollusken (Batillaria concava und Sinodia) ist. Das Colwell-Bay-Member wird gewöhnlich konkordant vom Cliff-End-Member überlagert, im Westen des Sedimentationsraumes jedoch diskordant vom Linstone-Chine-Member, das sich hier zwischen die beiden Member einschiebt.

#### Linstone-Chine-Member
Das Linstone-Chine-Member, benannt nach dem Hängetal Linstone Chine, ist eine linsenförmige Sandlageneinschaltung mit erosiver Basis. Es war vormals die Basis der Upper Headon Beds, die mit dem Cliff-End-Member endeten. Das Member ist im Frischwasser- und oligohalinen Bereich abgelagert worden und enthält in seinem unteren Abschnitt reichlich Schalenreste von Potamomya. Der Sand wird oft von flaserigen Tonhäutchen durchzogen. Zum Hangenden folgt die Kalklage des Hatherwood Limestone, der oft auch als eigenständiges Hatherwood-Limestone-Member angesehen wird. Der Hatherwood Limestone bleibt auf den Westteil des Ablagerungsraumes beschränkt, so dass das anschließende Cliff-End-Member meist direkt auf das Linstone-Chine-Member folgt.

### Cliff-End-Member
Das Cliff-End-Member, benannt nach der Landspitze Cliff End nördlich der Totland Bay, wird 20 bis 30 Meter mächtig. Das Member, einst oberer Abschnitt der Upper Headon Beds, besteht vorwiegend aus buntgefärbten Tonen, Tonsteinen und Mergeln mit untergeordneten Sandeinschaltungen. An seiner Basis ist es als grauer, siltiger Ton ausgebildet, der in unterliegende Wurmbauten des Linstone-Chine-Members hineingezogen wurde. Der Basiston enthält Sideritkonkretionen und ist recht reich an Corbicula obovata und Ptychopotamides. Darüber finden sich deutliche Schalenlagen von Potamomya. Das Member endet in gelbgrauen, gefleckten, siltigen Tonen, die pädogenen Ursprungs sind.

### Nettlestone-Member
Das 6 Meter mächtige Nettlestone-Member, benannt nach der Ortschaft Nettlestone östlich von Ryde, legt sich mit einer dünnen Kalklage konkordant über das Cliff-End-Member. Mit ihm begannen vormals die Osborne Beds. Es wird von feinkörnigen, zementierten Sandsteinen aufgebaut, die anfangs lagig ausgebildet sind (mit verfüllten Wurmbauten), dann aber in flachwinkelige Schrägschichtungskörper übergehen. Eingeschaltet finden sich konglomeratische Flintlagen sowie Hohlräume, die von Viviparus lentus-Schalenresten ausgekleidet werden. Das Member wird auf seinem letzten Meter sehr kalkhaltig und endet mit einem Paläokarst, dem Seaview-Paläokarst.

### Lacey's-Farm-Member
Das Lacey's-Farm-Member, oft auch Lacey's-Farm-Limestone-Member, wird zwischen 3 und 7 Meter mächtig. Es ist ausgesprochen kalkhaltig und führt grünliche, sandige Mergel, Mergelkalke, sandige Kalke und kalkhaltige Quarzsandsteine. Bis zu 1 Meter tiefe Depressionen im unterliegenden Seaview-Paläokarst sind mit blassgrünem Ton ausgefüllt. Seichtere Vertiefungen werden von Muschelschillkalk versedimentiert. Darüber folgen dann dünne, blassgelbe Mergelkalklagen des eigentlichen Members. Als Fossilien sind die Gastropoden Viviparus und Galba zugegen. Das Member endet mit blassgrünen Tonen.

### Fishbourne-Member
Das nur rund 4 Meter mächtige Fishbourne-Member, benannt nach der Ortschaft Fishbourne westlich von Ryde, liegt konkordant auf dem Lacey's-Farm-Member und setzt sich aus dunkelgrauen bis bläulichen Tonen zusammen. Kennzeichnendes Fossil ist die recht häufig vorkommende Gattung Tarebia. Das Member schließt mit dem Chapelcorner Fish Bed, einer feinlaminierten Tonlage.

### Osborne-Member
Das sehr inkompetente und für Hangrutschungen anfälligeOsborne-Member, benannt nach der Osborne Bay bzw. Osborne House, dem Landsitz von Königin Victoria, wurde vormals als eine eigenständige, die Headon Beds überlagernde Einheit angesehen. Das konkordant aufliegende Member unterliegt starken Mächtigkeitsschwankungen und kann zwischen 3 und 20 Meter an Mächtigkeit aufweisen. Es wird fast ausschließlich von buntgefärbten (roten, grauen, bläulichen), siltigen Tonen aufgebaut, die teils pädogenen Ursprungs sind.

### Seagrove-Member
Das mehr als 8 Meter mächtige und recht kompetente Seagrove-Member (oder Seagrove-Bay-Member), benannt nach der Seagrove Bay, transgrediert mit erosivem Kontakt über das unterliegende Osborne-Member und greift stellenweise sehr tief in das unterlagernde Member. Nach Westen keilt das Seagrove-Member aus. Es handelt sich vorrangig um einen gelben, massiven, feinkörnigen Sandstein, der an seiner Basis dünne Rippellagen aufweist und von Konkretionen und dünnen Tonlagen durchsetzt wird. Das mergelige Hangende des Members, stellenweise auch als Paläokarst über einem Paläoboden ausgebildet (Horestone Paläokarst), schließt mit einem Flintkonglomerat, den ausgewaschenen Grobsedimenten einer verlassenen Flussrinne (engl. channel lag deposit). Das Seagrove-Member wird dann konkordant von der Bembridge-Limestone-Formation überlagert.

## Fossilinhalt

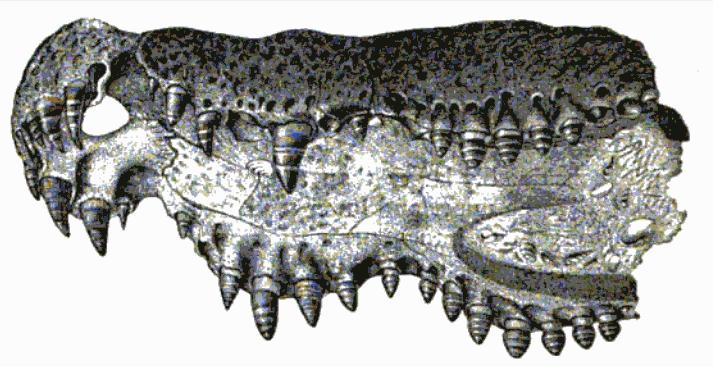
Der Alligator Diplocynodon hantoniensis

Eine sehr reiche Pflanzengemeinschaft ist im Leaf Bed des Totland-Bay-Members vorhanden. Es enthält neben bis zu 1 Meter langen Baumstammresten und Baumstümpfen in Originalposition (Taxon Glyptostroboxylon) sehr viel Pollenmaterial, anhand dessen 76 Pflanzenfamilien mit 100 Gattungen rekonstruiert werden können. Die vorgefundene Vegetation lässt auf einen vorwiegend feuchten Standort schließen. Im Colwell-Bay-Member und im Linstone-Chine-Member wurden ebenfalls Florenreste (hier mit Koniferen) von insgesamt 38 Gattungen beschrieben, darunter 8 endemische Taxa.
Auch Charophyten sind in der Headon-Hill-Formation recht häufig, so zeichnet sich das Totland-Bay-Member durch Gyrogona, das Cliff-End-Member durch Harrisichara (Tectochara), das Lacey’s-Farm-Member durch Stephanochara und Harrisichara und das Osborne-Member durch Nitellopsis und Harrisichara aus.
Neben den bereits angeführten Bivalvien und Gastropoden, die oft lagenweise vorkommen, sind Ostrakoden anzuführen. Ostrakoden sind sehr empfindlich gegenüber dem Salzgehalt, Ostrakodenvergesellschaftungen lassen sich daher zur Bestimmung der Salinität verwenden. Folgende Vergesellschaftungen treten in der Headon-Hill-Formation auf:
- Candona/Cypridopsis sowie Moenocypris im Frischwasserbereich (0 – 3 ‰)
- Cytheromorpha im mesohalinen Bereich (3 – 9 ‰)
- Neocyprideis im mesohalinen Bereich (9 – 16,5 ‰)
- Haplocytheridea im polyhalinen Bereich (16,5 – 33 ‰)
- Hazelina im voll marinen Bereich (> 33 ‰)

An Fischfunden ist insbesondere das Chapelcorner Fish Bed im Fishbourne-Member zu erwähnen. Es enthält Amia sp., Potamoschistus bleicheri und Vectichthys vectensis. In den grünen Tonlagen unmittelbar oberhalb des Chapelcorner Fish Bed kamen neben zahlreichen Knochen und Schuppen von Leidosteus auch Reptilienreste zum Vorschein, darunter Alligatoren, Schlangen (Boidae), Frösche und vor allem Schildkröten wie Chelone, Emys und Trionyx. Der Alligator Diplocynodon hantoniensis war bereits 1844 von Wood beschrieben worden.
Die Headon-Hill-Formation führt ferner zahlreiche Säugetiertaxa, darunter verschiedene Palaeotherien (Palaeotherium curtum, Palaeotherium medium, Palaeotherium muehlbergi). Amphirhagatherium edwardsi, ein früher Paarhufer wurde im Crocodile Bed des Totland-Bay-Members, im Hatherwood-Limestone-Member und im Linstone-Chine-Member entdeckt. Plagiolophus annectens und Plagiolophus minor, zwei weitere Palaeotheridae, stammen aus dem Osborne- und dem Seagrove-Member. Das Totland-Bay-Member enthielt den Insektenfresser Eotalpa anglica. Mit Dichodon aus dem Seagrove-Member und Xiphodon sind ferner noch zwei Xiphodontidae zu nennen.
Bemerkenswert ist Microchoerus erinaceus, ein früher Primat, nach dem das Microchoerus Bed im Linstone-Chine-Member benannt wurde. Die Ablagerungseinheit enthielt mit Cynodictis auch einen der frühesten Nachweise der Raubtiere in Europa.
Neuere Funde in der Hordle Cliff (Totland-Bay-Member) erweitern die Liste der Säugetiertaxa um das Proteutherium Opsiclaenodon major, den Beutelsäuger Amphiperatherium, das Apatotherium Heterohyus nanus, die Paarhufer Acotherulum pumilum, Dichodon cervinus, Dichodon cuspidatus, Pseudamphimeryx hantoniensis, Tapirulus perrierensis und Xiphodon gracilis, die Lipotyphla Gasneropithex grisollensis, Saturninia grisollensis, Saturninia aff. tobieni, Saturninia gracilis und Scraeva woodi, die Nagetiere Glamys priscus, Gliravus daamsi, Isoptychus euzetensis, Paradelomys quercyi vectisensis, Sciuroides ehrensteinensis, Suevosciurus bosmae, Thalerimys fordi und Treposciurus mutabilis sowie weitere Primaten wie Leptadapis magnus, Protoadapis ulmensis und Pseudoloris parvalus.

## Alter
Absolutalter für die Headon-Hill-Formation sind nicht bekannt. Die Formation kann jedoch biostratigraphisch eingegrenzt werden. So gehört das Colwell-Bay-Member zur Nannofossilzone NP 19/20 und die konkordant aufliegende Bembridge-Limestone-Formation zum Landsäugetierhorizont MP 20. Die Formation dürfte somit im Zeitraum zwischen 36,5 und 34,1 Millionen Jahren BP abgelagert worden sein. Sie überdeckt fast das gesamte Priabonium.